# Regierung Liesching
Die Regierung Liesching bildete vom 7. November bis 9. November 1918 die Landesregierung von Württemberg.
| Amt                       | Name                       | Partei                                    |
| ------------------------- | -------------------------- | ----------------------------------------- |
| Ministerpräsident Äußeres | Theodor Liesching          | Fortschr. Volkspartei (demokratisch)      |
| Inneres                   | Ludwig von Köhler          |                                           |
| Finanzen                  | Theodor von Pistorius      |                                           |
| Justiz                    | Theodor Liesching          | Fortschr. Volkspartei (demokratisch)      |
| Krieg                     | vakant                     |                                           |
| Verkehr                   | Johannes Baptist von Kiene | Zentrum                                   |
| Arbeit                    | Hugo Lindemann             | SPD                                       |
| Kult                      | Johannes von Hieber        | Süddeutsche Volkspartei (nationalliberal) |